# Chasseral Ouest
Der Chasseral Ouest ist ein Berg westlich des Chasserals im Schweizer Jura. Er liegt auf der Grenze zwischen den Kantonen Neuenburg und Bern. Der Berg ist mit einer Höhe von 1552 m ü. M. der höchste Punkt im Kanton Neuenburg.
Der Gipfel ist für Wanderer leicht zu erreichen und befindet sich in der Nähe des 1502 m ü. M. hohen Col du Chasseral.